# Tramontana
Tramontana è il nome usato in vari Paesi europei per indicare un vento freddo proveniente da nord, e talvolta per indicare il punto cardinale di provenienza.

## Etimologia
Diverse sono le ipotesi sull'origine del nome "tramontana" (spesso erroneamente associato al "tramonto") e soprattutto legate alle diverse tradizioni locali:
- secondo la tradizione, e tutti i dizionari e enciclopedie, il nome deriva dalla locuzione latina intra montes o trans montes (ovvero al di là dei monti) riferita al fatto che spira dal cuore delle Alpi, ovvero dal nord storicamente conosciuto dai Romani.[1][2][3][4][5]
- per i Liguri, con il vocabolo attestato dal medioevo in poi, il termine sta per 'vento d'oltre monti' ovvero vento del nord che trapassa le catene montuose che delimitano l'area ligure.

Anticamente veniva utilizzato per stabilire la rotta verso nord, quindi verso Genova, in sostituzione delle stelle dell'Orsa durante le burrasche (intorno al XV secolo, come citato da T. Tasso){{Senza fonte}}
- secondo alcuni il nome deriva dal paese di Tramonti situato a nord di Maiori (paese della repubblica marinara di Amalfi): il nome si sarebbe diffuso con le bussole che gli amalfitani usarono per primi in occidente. Nelle bussole non erano riportati i punti cardinali ma i venti, da cui il nome ancora diffuso di rosa dei venti per la stella di puntamento al centro del quadrante.
- secondo altri infine, considerando il punto di riferimento tradizionale della rosa dei venti, cioè l'isola di Zante nel Mar Ionio, il termine "tramontana" indica i monti dell'Albania e del nord della Grecia, posti nella direzione dalla quale spira il vento.

## Descrizione
Nell'antica Grecia il vento del nord veniva chiamato Aparctias o Boréas, da non confondersi con la bora (che proviene da nord-nordest e nota in Italia perché particolarmente frequente a Trieste dove spira con violenza prevalentemente allo sbocco delle valli, e soprattutto in inverno causa repentini e considerevoli cali di temperatura e ha una genesi in parte molto simile alla tramontana). In Italia è un fenomeno tipico della Liguria, dove è un vento conosciuto da secoli, per il minimo barico nel mar Ligure tra Genova e la Corsica che richiama forti venti, suddivisi tradizionalmente in tramontana chiara e tramontana scura.
Può verificarsi quindi a cielo sereno, oppure con cielo nuvoloso e precipitazioni quando è associata a un sistema perturbato. Quest'ultimo caso è, appunto, quello detto di "tramontana scura", che in Liguria si attiva in seguito all'invorticamento delle perturbazioni provenienti da ovest (o anche sud-ovest o nord-ovest) sul Mar Ligure; per questa ragione un proverbio in lingua ligure sentenzia: "tramuntann-a scüa, ægua següa" ("tramontana scura, pioggia sicura"). La locuzione di bordo, "perdere la tramontana", che significava perdere l'orientamento, è passata poi nella lingua comune con lo stesso significato.
In Spagna la tramontana è identificata nel vento proveniente da nord-nordest dopo aver attraversato i Pirenei per il loro vertice orientale: è un vento di forte intensità molto frequente sulla costa della provincia di Gerona e nelle isole Baleari.